# Чиллингворт, Уильям
Уи́льям Чиллингворт (англ. William Chillingworth; 12 октября 1602, Оксфорд — 13 января 1644, Чичестер) — английский теолог.

## Биография
Родился в 1602 г. в семье торговца тканями. Его крестным отцом был Уильям Лод — архиепископ кентерберийский. В 1618 г. преподавал в Тринити-Колледже. Вступил в религиозные дебаты с иезуитом Джоном Перси, который уговорил Чиллингворта поступить в иезуитский колледж в Дуэ в 1630 г.
Отказался подписывать 39 статей англиканского вероисповедания.
Во время первой гражданской войны в Англии (1642—1646) участвовал в осаде Глостера и был захвачен парламентскими войсками. Был доставлен в Чичестер, где в скором времени скончался.
Вместе с Р. Кедвортом и знаменитым проповедником Тиллотсоном стоял во главе английской религиозной партии латитудинариев.

## Труды
Главный труд Чиллингворта «Религия протестантов» (1637 год) посвящён спору между Христофером Поттером и Эдвардом Ноттом. В этом труде Чиллингворт, в противовес позиции Католической церкви, настаивает на авторитете Библии и на праве любого человека свободно её истолковывать. Критикуя роль церкви в толковании Писания, использовал социнианские труды. Автор знаменитой формулы «религия протестантов — это Библия, только Библия и ничего кроме Библии» (англ. The Bible, the whole Bible, and nothing but the Bible, is the religion of Protestants). Также ему приписывается вопрос "Сколько ангелов может танцевать на булавочной головке?", приведённый им в «Религии протестантов» как пример бессмысленности схоластических споров. 
- Additional Discourses (1687)
- The Religion of Protestants: a safe way to salvation (1637)